# Лески (Октябрьский район)
Лески (бел. Лескі) — деревня в Октябрьском сельсовете Октябрьского района Гомельской области Белоруссии.

## География

### Расположение
В 3 км на юго-восток от Октябрьского, 6 км от железнодорожной станции Рабкор (на ветке Бобруйск — Рабкор от линии Осиповичи — Жлобин), 233 км от Гомеля.

## Транспортная сеть
На автомобильной дороге Октябрьский — Озаричи. Планировка состоит из прямолинейной улицы, близкой к меридиональной ориентации, застроенной редко деревянными усадьбами.

## История
По письменным источникам известна с XVIII века. После 2-го раздела Речи Посполитой (1793 год) в составе Российской империи, в Бобруйском уезде Минской губернии. В XIX веке в составе поместья Рудобелка, принадлежавшее Лапам, затем владение А. Е. Врангеля, с 1874 года — генерал-майор А. Ф. Лилиенфельда. Обозначена на карте 1866 года, использовавшейся Западной мелиоративной экспедицией, работавшей в этом районе в 1890-е годы. В 1913 году в наёмном доме открыта школа.
В 1930 году организован колхоз, работала кузница. Во время Великой Отечественной войны немецкие оккупанты в апреле 1942 года сожгли 6 дворов и убили 42 жителя. 25 жителей погибли на фронте. Согласно переписи 1959 года в составе совхоза «Октябрьский» (центр — городской посёлок Октябрьский); клуб, магазин.

## Население

### Численность
- 2004 год — 34 хозяйства, 55 жителей.

### Динамика
- 1897 год — 46 дворов, 327 жителей (согласно переписи).
- 1908 год — 71 двор, 458 жителей.
- 1917 год — 499 жителей.
- 1924 год — 524 жителя.
- 1959 год — 210 жителей (согласно переписи).
- 2004 год — 34 хозяйства, 55 жителей.